# Jaime Celestino Dias Bragança
Jaime Celestino Dias Bragança, genannt Bragança (* 9. Juni 1983 in Lissabon), ist ein ehemaliger portugiesischer Fußballspieler.

## Karriere
Braganças Karriere begann im Jahr 2001 bei der zweiten Mannschaft von Marítimo Funchal, wo er bis 2003 spielte. Ab 2002 gehörte er auch dem Kader der ersten Mannschaft an. Im Jahr 2004 erfolgte der Wechsel zu CD Santa Clara. In dieser Zeit hielt es Bragança nirgendwo sehr lange und er spielte jeweils ein Jahr bei SC Olhanense, Gondomar SC und in der Bahraini Premier League bei East Riffa Club. Im Sommer 2008 wechselte er zum Zweitliganeuling FC Ingolstadt 04, wo er am ersten Spieltag der Saison 2008/09 am 17. August 2008 beim 3:2-Sieg über die SpVgg Greuther Fürth sein Zweitliga-Debüt gab. Er wurde in der 85. Minute für Steffen Wohlfarth eingewechselt. Nach der Saison 2008/2009 verließ er den Verein.
Im Sommer 2010 unterschrieb Bragança beim italienischen Zweitligisten US Triestina. In der Winterpause verschlug es ihn zum FC Tschernomorez Burgas nach Bulgarien, ehe er im Sommer 2011 zu Persija Jakarta nach Indonesien wechselte. Im Januar 2012 kehrte er nach Europa zurück, wo ihn der rumänische Erstligist FC Vaslui unter Vertrag nahm. Dort konnte er sich nicht durchsetzen und schloss sich im Sommer 2012 dem Ligakonkurrenten Gloria Bistrița an.
Am 1. Januar 2016 beendete Braganças seine Karriere als Fußballspieler. Mittlerweile arbeitet er für eine Fußball-Agentur im Bereich der Spielervermittlung.

## Erfolge
Al Sahel SC
- Kuwaiti Division One: 2009/2010